# Anisotenes
Anisotenes là một chi bướm đêm thuộc phân họ Tortricinae của họ Tortricidae.

## Các loài
- Anisotenes acrodasys Diakonoff, 1952
- Anisotenes amphiloga Diakonoff, 1952
- Anisotenes axigera (Diakonoff, 1941)
- Anisotenes basalis (Diakonoff, 1941)
- Anisotenes bathygrapha Diakonoff, 1952
- Anisotenes cacotechna Diakonoff, 1952
- Anisotenes decora Diakonoff, 1952
- Anisotenes dracontodonta Diakonoff, 1952
- Anisotenes ellipegrapha Diakonoff, 1952
- Anisotenes fallax Diakonoff, 1952
- Anisotenes leucophthalma Diakonoff, 1952
- Anisotenes libidinosa Diakonoff, 1952
- Anisotenes oxygrapta Diakonoff, 1952
- Anisotenes phanerogonia Diakonoff, 1952
- Anisotenes pyrra Diakonoff, 1952
- Anisotenes schizolitha Diakonoff, 1952
- Anisotenes scoliographa Diakonoff, 1952
- Anisotenes spodotes Diakonoff, 1952
- Anisotenes stemmatostola Diakonoff, 1952
- Anisotenes uniformis (Diakonoff, 1941)